# Trans Air Cargo Service
Trans Air Cargo Service, o più semplicemente TACS, è una compagnia aerea cargo con sede a Kinshasa, nella Repubblica Democratica del Congo. Opera servizi charter cargo nazionali.
La compagnia opera principalmente voli per conto di clienti come Cargolux, Unicef, Caritas, Association de Santé Familiale e Comexas Afrique.

## Storia
La compagnia venne fondata da Jacques “Kiki” Lemaire nel 1992 come Transair Congo ma nel 1998 dovette cessare le operazioni a causa della guerra civile.
Sempre nel 1998 venne rinominata TAC-Trans Air Cargo Service, con uffici e base operativa temporaneamente spostati in Sudafrica. Riorganizzata nel 2003, ha ripreso le operazioni nel 2004 dopo essere stata ribattezzata Trans Air Cargo Service (TACS), con Max Lemaire, figlio di Kiki, nel ruolo di direttore generale.

## Destinazioni
A tutto il 2023, la società opera voli cargo solo nella Repubblica Democratica del Congo, in particolare verso città come Bukavu, Gbadolite, Gemena, Kamina, Kinshasa e Lubumbashi.

## Flotta

### Flotta attuale
Al febbraio 2024 la flotta di Trans Air Cargo Service è così composta:

### Flotta storica
Trans Air Cargo Service operava in precedenza con i seguenti aeromobili:
- Antonov An-26[8]
- Aviation Traders ATL-98
- Boeing 707
- Bristol B-175 "Britannia"
- Douglas DC 4
- Douglas DC 6
- 2 Douglas DC-8-55F[9]
- 1 Douglas DC-8-62F[10]
- NAMC YS-11